# Гуджаратці
Гуджара́тці (гудж. ગુજરાતી) — один з найбільших народів Індії, становлять основне населення штату Гуджарат, розташованого на заході країни.
Чисельність гуджаратців в Індії, за переписом 2001 року, становила 45 715 654 осіб. Із загальної кількості носіїв гуджаратської мови у 46 091 617 осіб майже 93 % (це 42 768 386 осіб) мешкали в штаті Гуджарат, за межами штату найбільше проживало їх в штаті Махараштра — 2 315 409 осіб, переважно в Мумбаї. За оцінками, більше 1 млн гуджаратців живе в Пакистані. Значні їх громади є також у Великій Британії, США, Канаді, Кенії, Танзанії та інших країнах. Загальна чисельність народу оцінюється приблизно в 60 млн. осіб.
Говорять гуджаратською мовою, яка має 3 основні діалекти: саураштранський (стандартна форма, південний), ґамадійський (північний) навколо найбільшого міста штату Ахмедабад і катіяварський (західний) на півострові Катіявар. Поширені також гінді, урду, англійська мова.
За релігією більшість гуджаратців — індуїсти, сповідують також іслам (близько 10 % в Індії і майже всі в Пакистані), джайнізм і християнство.

## Історія
Гуджаратці сформувалися в результаті змішання корінного населення бхілів з народністю гурджара. У перші століття після Р. Х. Гуджаратом правила сакська династія Західних Кшатрапів (близько 35—405), що походили з Кушанської імперії. Західні Кшатрапи успішно протистояли імперії Сатаваханів, але 395 року були завойовані імперією Гуптів. Коли центральна влада Гуптів ослабла, місцевий військовий губернатор заснував у Гуджараті власну династію Майтраків (475—767). Згодом країна потрапляє під владу Гуджара-Пратіхарів, а в середині X століття в Гуджараті стверджується власна династія Соланка (960—1243), відома також як Чаулук'я з Гуджарату. Згодом короткий час країною правила династіяя Вагела (1243—1299), а після поразки 1297 року від Делійського султанату Гуджарат перейшов під владу мусульманських правителів. У результаті розпаду Делійського султанату утворився окремий Гуджаратський султанат (1407—1573) зі столицею в Агмедабаді. Це був період процвітання Гуджарату, але вже 1573 року країна була підкорена імперією Великих Моголів.
Першими європейцями, що закріпилися в Гуджараті, були португальці. 1531 року вони захопили округ Даман на узбережжі, 1535 року острів Діу, а 1783 року приєднали до них Нагар-Хавелі та 1785 року Дадра. Ці анклави утворюють зараз у складі Індії окремі союзні території Даман і Діу та Дадра і Нагар-Хавелі.
Британці з'явилися пізніше, але діяли вони значно масштабніше. Після перемоги у другій англо-маратській війні (1803—1805) вони отримали контроль над більшою частиною Гуджарату. Край був включений до складу Бомбейського президентства, однієї з провінцій Британської Індії. Гуджарат відіграв важливу роль у боротьбі за незалежність Індії. Після проголошення незалежності країни в 1947 році був частиною штату Бомбей, а 1960 року став окремим штатом.

## Культура
Основне заняття гуджаратців — землеробство, вирощують джовар, баджру, рис, пшеницю, кукурудзу, арахіс; тримають буйволів, зебу, овець, кіз. Розвинуті ремесла, серед них домашнє ткацтво, обробка металів, ювелірна справа та ін. Працюють також у промисловості, головна галузь — текстильна.
Традиційна міська забудова є типовою для Індії. Будинки кладуть із цегли і каменю, їх роблять з критими галереями і внутрішніми двориками, ворота, вікна і двері часто прикрашають пишним різьбленням. Гуджаратські міста Агмедабад, Вадодара та ін. мають багато архітектурних пам'яток.
Села великі, зазвичай мають понад 1000 мешканців. Традиційне житло має одну або дві камери, хати кладуть із сирицевої цегли або кам'яних чи гіпсових блоків, дах критий черепицею.
В одязі, поряд із типовими для Індії сарі та дхоті, є й характерні місцеві форми костюму. Чоловіки носять штани, дуже широкі згори й вузькі нижче колін, зі складками на гомілках, а також сорочки з вузькими й дуже довгими рукавами. Жінки вдягають широкі однотонні спідниці з вишивкою на подолі, вишивані кофти, голову та плечі вкривають шаллю. Обов'язковим елементом жіночого костюму є прикраси.
Основні страви гуджаратської кухні: гарячі коржі (чапаті) з горохом і овочами, рис, риба, птиця і м'ясо, залежно від статків.
Сім'я моногамна, патрилокальна.
Гуджаратці створили своєрідні архітектуру, давні традиції має гуджаратська література, народний театр, музика, танці, пісенна творчість.
Гуджаратці є одним з найрозвиненіших в економічному й культурному плані народів країни. Вони дали світові багато талановитих людей. Серед них «батько Індії» Магатма Ґанді, «батько Пакистану» Мухаммед Алі Джинна, «залізна людина Індії» Сардар Валлабхбхай Пател, четвертий прем'єр-міністр Індії (1977—1979) Морарджи Десаї, чотирнадцятий прем'єр-міністр Індії (з 2014) Нарендра Моді, відомий фізик, батько індійської космічної програми Вікрам Сарабаї, вчений-теолог і реформатор індуїзму Даянанда Сарасваті, бізнесмени Азім Премжи, Дірубай Амбані, Джамшеджі Тата. Гуджаратцями є також співак Фредді Мерк'юрі, відомі кіноактори Санджив Кумар, Парвін Бабі. Гуджаратською мовою писали поети і письменники Далпатрам, Нармадашанкар Даве, Магадев Десаї, Калапі, Наналал, Ґовардханрам Трипатхі, Балвантрай Тхакор.